# Кайюпутовое дерево
Кайюпутовое дерево, или Каепутовое дерево, или Каяпутовое дерево (лат. Melaleuca leucadendra) — растение; вид рода Мелалеука семейства Миртовые. Дико произрастает в странах Индокитая, Индонезии, Мьянме, Новой Гвинее, на Соломоновых островах и в эвкалиптовых лесах Австралии. Культивируется в ряде стран Юго-Восточной и Восточной Азии.

## Биологическое описание

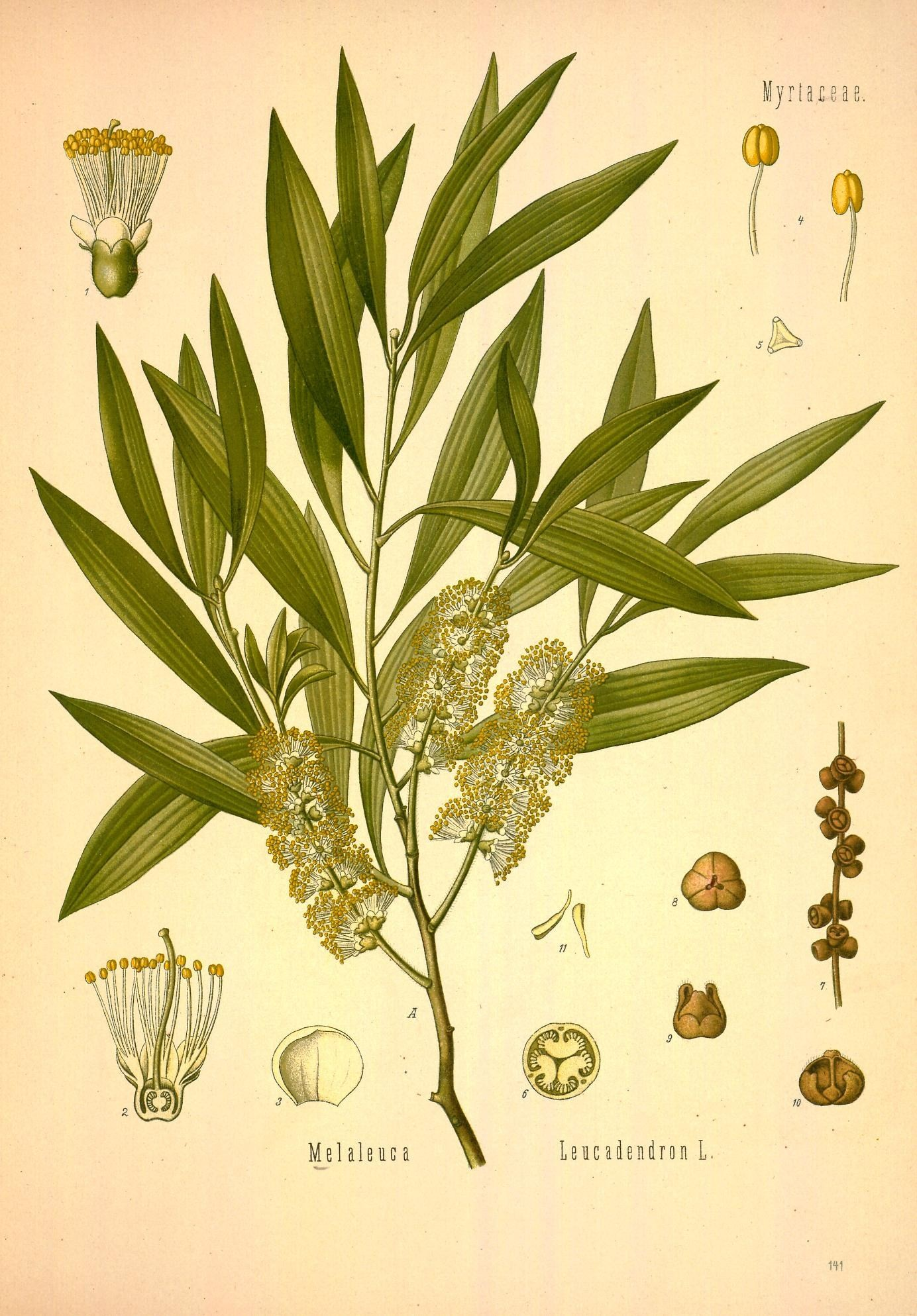
.

Это дерево высотой до 25 м с беловатой корой, чернеющей у основания. Кора постоянно отслаивается и висит на дереве крупными лоскутьями. Листья очередные продолговатоланцетные с 3-7 параллельными жилками и с просвечивающими округлыми вместилищами эфирного масла. Цветки мелкие белые, с многочисленными длинными тычинками, которые значительно длиннее венчика, собранные в густые колосовидные соцветия с облиственной осью.

## Сырьё
Сырьём является эфирное масло, получаемое перегонкой из свежесобранных облиственных ветвей. Оно жёлтое или зеленоватое.

## Химический состав
Главной составлящей эфирного масла является цинеол, содержащийся в нём в количестве 50-65%. Оно также содержит альфа-пинен, лимонен, дипентен, терпинеол и другие вещества.

## Использование
Эфирное масло применяется обычно наружно в мазях при ревматизме.